# Cratere Petavius
Petavius è un grande cratere lunare di 184,06 km situato nella parte sud-orientale della faccia visibile della Luna.